# Kalanchoe teixeirae
Kalanchoe teixeirae är en fetbladsväxtart som beskrevs av R.-hamet och R. Batarda Fernandes. Kalanchoe teixeirae ingår i släktet Kalanchoe och familjen fetbladsväxter. Inga underarter finns listade i Catalogue of Life.